# ꭂ
Cette page contient des caractères spéciaux ou non latins. S’ils s’affichent mal (▯, ?, etc.), consultez la page d’aide Unicode.
Le ꭂ, appelé o barré dans le schwa ou e dans l’o barré culbuté, est une lettre additionnelle latine utilisée dans la transcription phonétique d’Otto Bremer

## Utilisation
En 1898, Otto Bremer utilise ce symbole ‹ ꭂ › dans la deuxième version de sa transcription phonétique. Ce symbole représente une voyelle entre les voyelles représentées par ‹ ᴔ › et ‹ ꭁ ›. Ces deux symboles sont tous deux décrits comme étant des ligatures formées de a avec o et a avec ø (c’est-à-dire ꜵ pour la première) ; ils ont cependant la forme de ligatures formées de ə avec o, ɵ et ø dans la collection « Sammlung kurzer Grammatiken deutscher Mundarten » dirigée par Otto Bremer. Les symboles ‹ ᴔ › et ‹ ꭂ › ont bien la forme de ligatures formées de a avec o et a avec ɵ dans Die nordfriesische Sprache der Goesharden de Ernst Brandt publié en 1913.

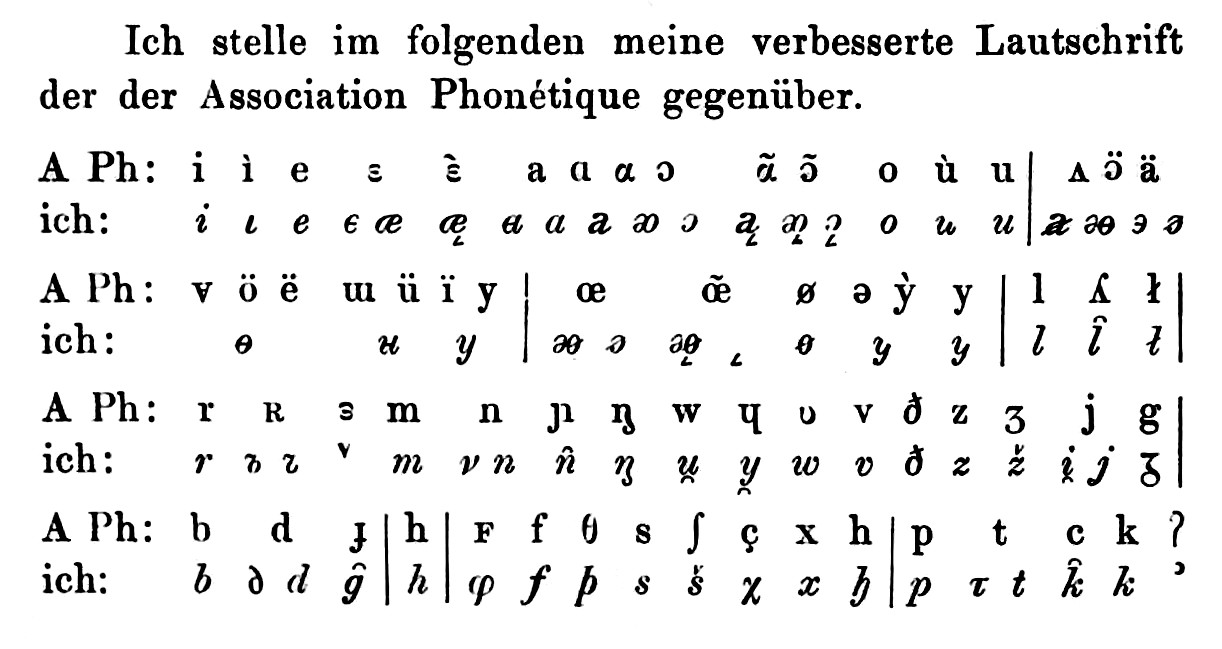
Comparaison des symboles de Bremer 1898 et de l’alphabet phonétique international.

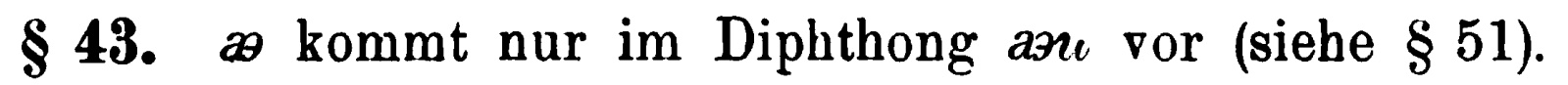
ꭂ dans Brandt 1913, formé de a avec ɵ.

## Représentations informatiques
Cette lettre peut être représenté avec les caractères Unicode (Latin étendu E) suivant :
| formes    | représentations | chaînes de caractères | points de code | descriptions                                        |
| --------- | --------------- | --------------------- | -------------- | --------------------------------------------------- |
| minuscule | ꭂ               | ꭂ                     | U+AB42         | lettre minuscule latine oe culbuté trait horizontal |